# قانون کار هند

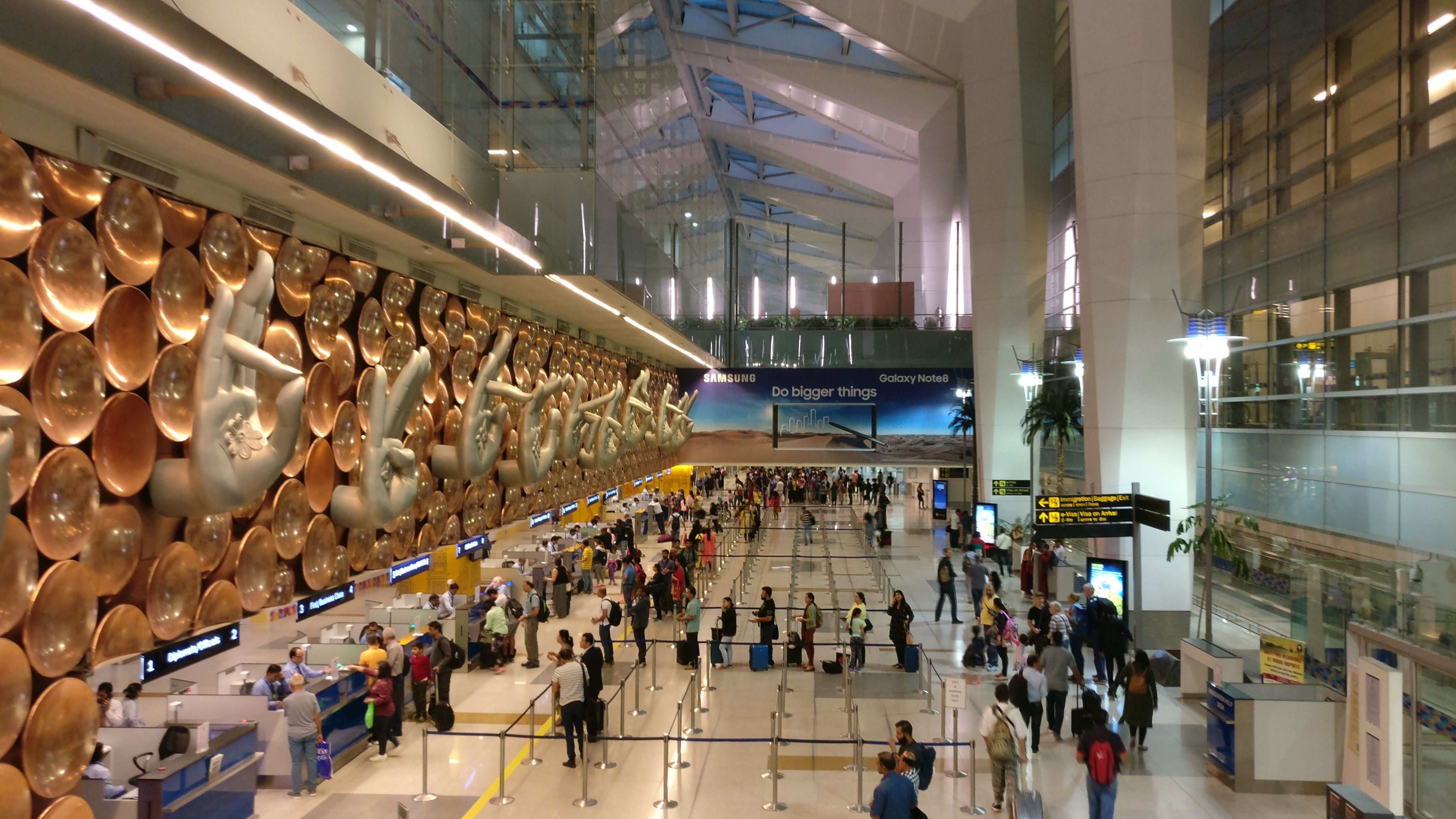
در هند در سال ۲۰۲۱، از کل جمعیت شاغل، ۵۰۱ میلیون نفر شاغل بودند که پس از چین، دومین کشور است. بیکاری ۶٫۱ درصد و بدون عضویت در اتحادیه کارگری ۹۳٫۴ درصد بود. میانگین درآمد ۴۴۰ دلار در ماه و میانگین کار در هفته ۴۰ ساعت بود.

قانون کار هند به قانون تنظیم کار در هند اشاره دارد. به‌طور سنتی، دولت هند در سطوح فدرال و ایالتی به دنبال تضمین درجه بالایی از حمایت از کارگران بوده است، اما در عمل، این امر به دلیل شکل حکومت و به دلیل اینکه کار موضوعی در فهرست همزمان قانون اساسی هند است، متفاوت می‌باشد. قانون حداقل دستمزد ۱۹۴۸ شرکت‌ها را ملزم می‌کند حداقل دستمزد تعیین شده توسط دولت را در کنار محدود کردن هفته‌های کاری به ۴۰ ساعت (۹ ساعت در روز شامل یک ساعت استراحت) بپردازند. اضافه‌کاری به شدت منع می‌شود و حق بیمه اضافه‌کاری ۱۰۰٪ از کل دستمزد است. قانون پرداخت دستمزد ۱۹۳۶ پرداخت به موقع دستمزدها را در آخرین روز کاری هر ماه از طریق انتقال بانکی یا خدمات پستی الزامی می‌کند. قانون کارخانه‌ها ۱۹۴۸ و قانون فروشگاه‌ها و تأسیسات ۱۹۶۰، هر سال ۱۵ روز کاری مرخصی با حقوق کامل و ۷ مرخصی غیرعادی را به هر کارمند، با ۷ روز بیماری با حقوق کامل اضافه می‌کند. قانون مزایای زایمان (اصلاح) ۲۰۱۷ به کارمندان زن هر شرکتی این حق را می‌دهد که ۶ ماه از مرخصی زایمان با حقوق کامل استفاده کنند. همچنین برای ۶ هفته مرخصی استحقاقی در صورت سقط جنین یا خاتمه پزشکی بارداری ارائه می‌شود. سازمان صندوق تأمین کارکنان و بیمه دولتی کارکنان با رعایت مقررات قانونی به ترتیب از تأمین اجتماعی لازم برای مقرری بازنشستگی و بیمه درمانی و بیکاری به کارگران تأمین می‌کنند. کارگرانی که تحت پوشش بیمه دولتی کارمندان قرار می‌گیرند (کسانی که کمتر از ۲۱۰۰۰ روپیه در ماه حقوق می‌گیرند) همچنین از ۹۰ روز مرخصی استحقاقی برخوردار هستند. یک قرارداد کار همیشه می‌تواند حقوق بیشتری از حداقل حقوق تعیین شده قانونی را ارائه دهد. پارلمان هند چهار قانون کار را در جلسات ۲۰۱۹ و ۲۰۲۰ تصویب کرد. این چهار کد، ۴۴ قانون کار موجود را یکپارچه خواهد کرد.

## تاریخچه
قانون کار هند ارتباط نزدیکی با جنبش استقلال هند و مبارزات مقاومت منفی منتهی به استقلال دارد. در حالی که هند تحت حاکمیت استعماری راج بریتانیا بود، حقوق کار، اتحادیه‌های کارگری و آزادی انجمن‌ها همه توسط قوانین زیر تنظیم می‌شد:
- قانون برده‌داری هند، ۱۸۴۳
- قانون ثبت جوامع، ۱۸۶۰
- قانون انجمن‌های تعاونی، ۱۹۱۲
- قانون اتحادیه‌های کارگری هند، ۱۹۲۶[۳]
- قانون اختلافات تجاری، ۱۹۲۹[۴]

کارگرانی که به دنبال شرایط بهتر بودند و اتحادیه‌های کارگری که از طریق اعتصاب دنبال مطالبات خود بودند، مکرراً و با خشونت سرکوب می‌شدند. در سال ۱۹۴۷ استقلال هند به دست آمد و سه سال بعد در سال ۱۹۵۰، قانون اساسی هند که مجموعه‌ای از حقوق اساسی کار را در قانون اساسی گنجانده است، تصویب شد. به ویژه حق عضویت و اقدام در اتحادیه کارگری، اصل برابری در کار، و آرزوی ایجاد یک اتحادیه کارگری. دستمزد زندگی با شرایط کاری مناسب
- ۱۹۲۱ اعتصاب باکینگهام و کارناتیک میلز
- 1926 Binny Mill Strike
- ۱۹۲۸ اعتصاب راه‌آهن جنوب هند
- پرونده توطئه میروت (۱۹۲۹)
- اعتصاب راه‌آهن ۱۹۷۴ در هند
- اعتصاب بزرگ نساجی بمبئی در سال ۱۹۸۲
- هارتال در کرالا ۲۰۱۲